# Hydrotaea chalcogaster
Hydrotaea chalcogaster este o specie de muște din genul Hydrotaea, familia Muscidae. A fost descrisă pentru prima dată de Christian Rudolph Wilhelm Wiedemann în anul 1824. Conform Catalogue of Life specia Hydrotaea chalcogaster nu are subspecii cunoscute.